# Cheer Up, Boys (Your Make Up Is Running)
Cheer Up, Boys (Your Make Up Is Running) è un singolo del gruppo musicale statunitense Foo Fighters, pubblicato il 7 aprile 2008 come terzo estratto dall'album in studio Echoes, Silence, Patience & Grace.

## Descrizione
Secondo quanto spiegato dal frontman Dave Grohl, il titolo del brano era un nome provvisorio derivato dalle prime sessioni di creazione dello stesso ma che è risultato «azzeccato» e divenuto definitivo:
Il singolo è stato distribuito esclusivamente per il download digitale e contiene come b-side una reinterpretazione del brano Band on the Run dei Wings, precedentemente comparsa nella raccolta del 2007 Radio 1: Established 1967.

## Accoglienza
Cheer Up, Boys (Your Make Up Is Running) è stato ben accolto dalla critica specializzata. L'autore Stephen Thomas Erlewine di AllMusic ha descritto il riff del brano come «svelto quanto quelli dell'album d'esordio del gruppo».

## Tracce
CD promozionale (Regno Unito)
1. Cheer Up, Boys (Your Make Up Is Running) – 3:41

Download digitale
1. Cheer Up, Boys (Your Make Up Is Running) – 3:41
2. Band on the Run – 5:09 – originariamente interpretata dai Wings

## Formazione
Gruppo
- Dave Grohl – voce, chitarra
- Taylor Hawkins – batteria, cori
- Nate Mendel – basso
- Chris Shiflett – chitarra, cori

Altri musicisti
- Drew Hester – percussioni